# دومينيك غريف
دومينيك غريف هو محامي ومحام بالقضاء العالي وسياسي بريطاني، ولد في 24 مايو 1956 في لامبث ‏ في المملكة المتحدة. نشط حزبياً في حزب المحافظين (2019 – 2019).

## مناصب
- انتخب Shadow Attorney General for England and Wales [الإنجليزية]‏ (6 نوفمبر 2003 – 8 سبتمبر 2009).
- انتخب عضو البرلمان السابع والخمسين للمملكة المتحدة  [لغات أخرى]‏ عن دائرة بيكينزفيلد وقد انضم خلال فترته النيابية ‏ (3 سبتمبر 2019 – 6 نوفمبر 2019) للكتلة البرلمانية مستقل.
- في الانتخابات العامة في المملكة المتحدة 1997 [الإنجليزية]‏، انتخب عضو البرلمان الثاني والخمسون للمملكة المتحدة  [لغات أخرى]‏ عن دائرة بيكينزفيلد وقد انضم خلال فترته النيابية ‏ (1 مايو 1997 – 14 مايو 2001) للكتلة البرلمانية حزب المحافظين.
- في الانتخابات العامة في المملكة المتحدة 2001، انتخب عضو البرلمان الثالث والخمسون للمملكة المتحدة  [لغات أخرى]‏ عن دائرة بيكينزفيلد وقد انضم خلال فترته النيابية ‏ (7 يونيو 2001 – 11 أبريل 2005) للكتلة البرلمانية حزب المحافظين.
- في الانتخابات العامة في المملكة المتحدة 2005، انتخب عضو البرلمان الرابع والخمسون للمملكة المتحدة  [لغات أخرى]‏ عن دائرة بيكينزفيلد وقد انضم خلال فترته النيابية ‏ (5 مايو 2005 – 12 أبريل 2010) للكتلة البرلمانية حزب المحافظين.
- في انتخابات المملكة المتحدة لعام 2010، انتخب عضو البرلمان الخامس والخمسين للمملكة المتحدة  [لغات أخرى]‏ عن دائرة بيكينزفيلد وقد انضم خلال فترته النيابية ‏ (6 مايو 2010 – 30 مارس 2015) للكتلة البرلمانية حزب المحافظين.
- في الانتخابات العامة في المملكة المتحدة 2015، انتخب عضو البرلمان السادس والخمسين للمملكة المتحدة  [لغات أخرى]‏ عن دائرة بيكينزفيلد وقد انضم خلال فترته النيابية ‏ (7 مايو 2015 – 3 مايو 2017) للكتلة البرلمانية حزب المحافظين.
- في الانتخابات العامة في المملكة المتحدة 2017، انتخب عضو البرلمان السابع والخمسين للمملكة المتحدة  [لغات أخرى]‏ عن دائرة بيكينزفيلد وقد انضم خلال فترته النيابية ‏ (8 يونيو 2017 – 3 سبتمبر 2019) للكتلة البرلمانية حزب المحافظين.
- انتخب عضو المجلس الخاص بالمملكة المتحدة  [لغات أخرى]‏.
- انتخب وزير ظل الدولة للداخلية [الإنجليزية]‏ (12 يونيو 2008 – 19 يناير 2009).
- انتخب وزير ظل الدولة للعدل [الإنجليزية]‏ (19 يناير 2009 – 11 مايو 2010).
- انتخب المحامي العام لأيرلندا الشمالية [الإنجليزية]‏ (12 مايو 2010 – ).
- انتخب النائب العام لإنجلترا وويلز [الإنجليزية]‏ (12 مايو 2010 – 15 يوليو 2014).

## وصلات خارجية
- الموقع الرسمي